# Połączenie śrubowe

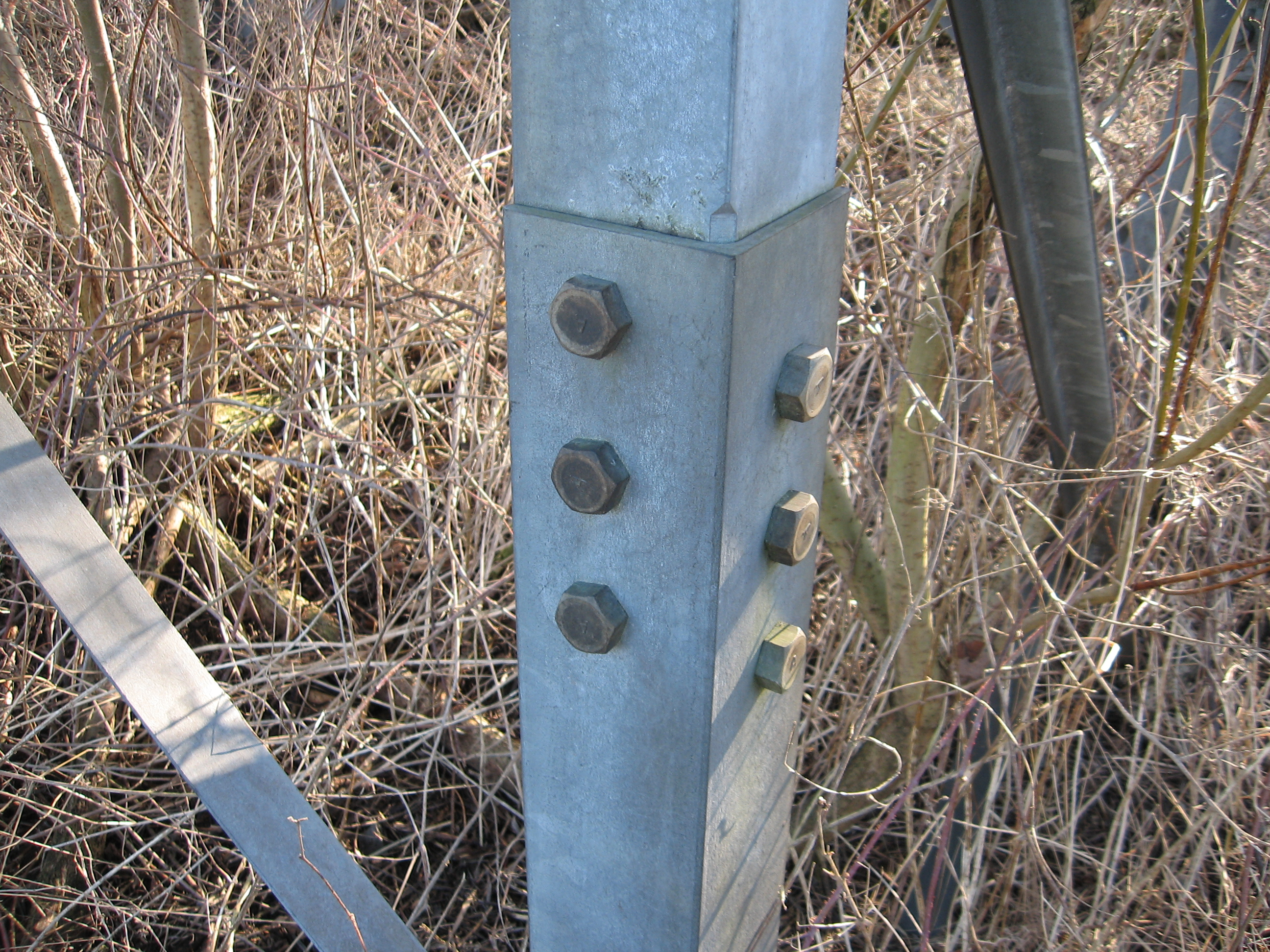
Przykład połączenia śrubowego

Połączenie śrubowe – rozłączne połączenie kształtowe elementów, połączonych dodatkowymi elementami złącznymi (śruby, nakrętki, podkładki). Połączenie to należy do połączeń pośrednich, ponieważ elementami wiążącymi są dodatkowe elementy złączne.

## Połączenie śrubowe śrubą zwykłą

Połączenie śrubowe śrubą zwykłą

Nakrętka w tym połączeniu wraz z łbem śruby wpływa ściskająco na łączone elementy. Połączenie zabezpiecza się przed odkręceniem podczas pracy, poprzez stosowanie różnych podkładek, zawleczek, dodatkowych wkrętów itp. Połączenia takie liczy się na rozciąganie trzpienia śruby oraz na tarcie pomiędzy łączonymi elementami, gdy jest to konstrukcyjnie uzasadnione. Śruba względem otworu jest pasowana luźno według normy PN-75/M-02046.

## Połączenia śrubowe pasowane

Połączenie śrubowe śrubą pasowaną

Połączenie przeznaczone do przenoszenia sił poprzecznych. Nakrętka w tym połączeniu zabezpiecza śrubę przed wypadnięciem. Połączenia takie liczy się na ścinanie i naciski powierzchniowe wywierane na powierzchnię trzpienia śruby. Śruba względem otworu jest pasowana wciskowo.

## Połączenia śrubowe dociskowe

Połączenia śrubowe dociskowe

W tego rodzaju połączeniach śruba przytwierdza jeden element złącza do drugiego. Jeden z elementów z naciętym gwintem pełni rolę nakrętki